# Чернушка (верхний приток Ваи)
Эта статья о верхнем притоке Ваи, статья о реке Чернушка — нижнем притоке Ваи находится здесь

Чернушка — река в России, протекает в Шахунском районе Нижегородской области. Устье реки находится в 60 км по правому берегу реки Вая. Длина реки составляет 16 км, площадь водосборного бассейна 90,2 км².
Исток реки находится северо-западнее деревни Лужаны и в 15 км к юго-западу от Шахуньи. Река течёт на юго-восток, в верхнем течении протекает деревни Лужаны, Петухи, Отлом; затем река входит в ненаселённый лесной массив. Впадает в Ваю к северу от села Егоровское на границе с Тонкинским районом.

## Данные водного реестра
По данным государственного водного реестра России относится к Верхневолжскому бассейновому округу, водохозяйственный участок реки — Ветлуга от города Ветлуга и до устья, речной подбассейн реки — Волга от впадения Оки до Куйбышевского водохранилища (без бассейна Суры). Речной бассейн реки — (Верхняя) Волга до Куйбышевского водохранилища (без бассейна Оки).
По данным геоинформационной системы водохозяйственного районирования территории РФ, подготовленной Федеральным агентством водных ресурсов:
- Код водного объекта в государственном водном реестре — 08010400212110000043205
- Код по гидрологической изученности (ГИ) — 110004320
- Код бассейна — 08.01.04.002
- Номер тома по ГИ — 10
- Выпуск по ГИ — 0